# Anarcs
Anarcs är en ort i Ungern.   Den ligger i provinsen Szabolcs-Szatmár-Bereg, i den nordöstra delen av landet, 240 km öster om huvudstaden Budapest. Anarcs ligger 106 meter över havet och antalet invånare är 2 021.
Terrängen runt Anarcs är mycket platt. Runt Anarcs är det ganska tätbefolkat, med 75 invånare per kvadratkilometer. Närmaste större samhälle är Kisvárda, 4,9 km norr om Anarcs. Omgivningarna runt Anarcs är en mosaik av jordbruksmark och naturlig växtlighet.